# هارولد س. جانستون
هارولد س. جانستون (انگلیسی: Harold S. Johnston; ۱۱ اکتبر ۱۹۲۰ – ۲۰ اکتبر ۲۰۱۲) دانشمند در زمینه شیمی جو اهل ایالات متحده آمریکا بود.
وی همچنین برندهٔ جوایزی همچون نشان ملی علوم شده‌است.